# شارل ریشه
شارل روبر ریشه (به فرانسوی: Charles Robert Richet) ‏زیست‌شناس فرانسوی برنده جایزه نوبل فیزیولوژی و پزشکی در سال ۱۹۱۳ به خاطر مبارزه با بیماری آنافیلاکسی (شوک آلرژیک) بود.